# Višeň písečná
Višeň písečná (Prunus pumila) je severoamerický druh slivoně z čeledi růžovitých. Je rozšířena ve východní a střední Kanadě a na severu Spojených států od Maine po Montanu, na jih až po Colorado, Kansas, Indianu a Virginii, s několika izolovanými populacemi v Tennessee a Utahu. Roste na písčitých místech, jako je pobřeží a duny.
Višeň písečná je opadavý keř, který dorůstá v závislosti na odrůdě do výšky 0,6–1,8 m. Listy jsou kožovité, 4–7 cm dlouhé, s vroubkovaným okrajem. Květy měří v průměru 15–25 mm a mají pět bílých okvětních lístků a 25–30 tyčinek. Plod má v průměru 13–15 mm, začátkem léta dozrává do tmavě fialové barvy.

## Odrůdy
- Prunus pumila var. besseyi (Bailey) Gleason
- Prunus pumila var. depressa (Pursh) Gleason
- Prunus pumila var. pumila
- Prunus pumila var. susquehanae (hort. ex Willd.) Jaeger
- Prunus × cistena, kříženec slivoně myrobalánu (Prunus cerasifera) a P. pumila.[8] Byl vyšlechtěn Nielsem Ebbesenem Hansenem ze South Dakota State University v roce 1910. Dorůstá do výšky cca 2,1 m a žije až 20 let.[9][3][7]

## Fotogalerie

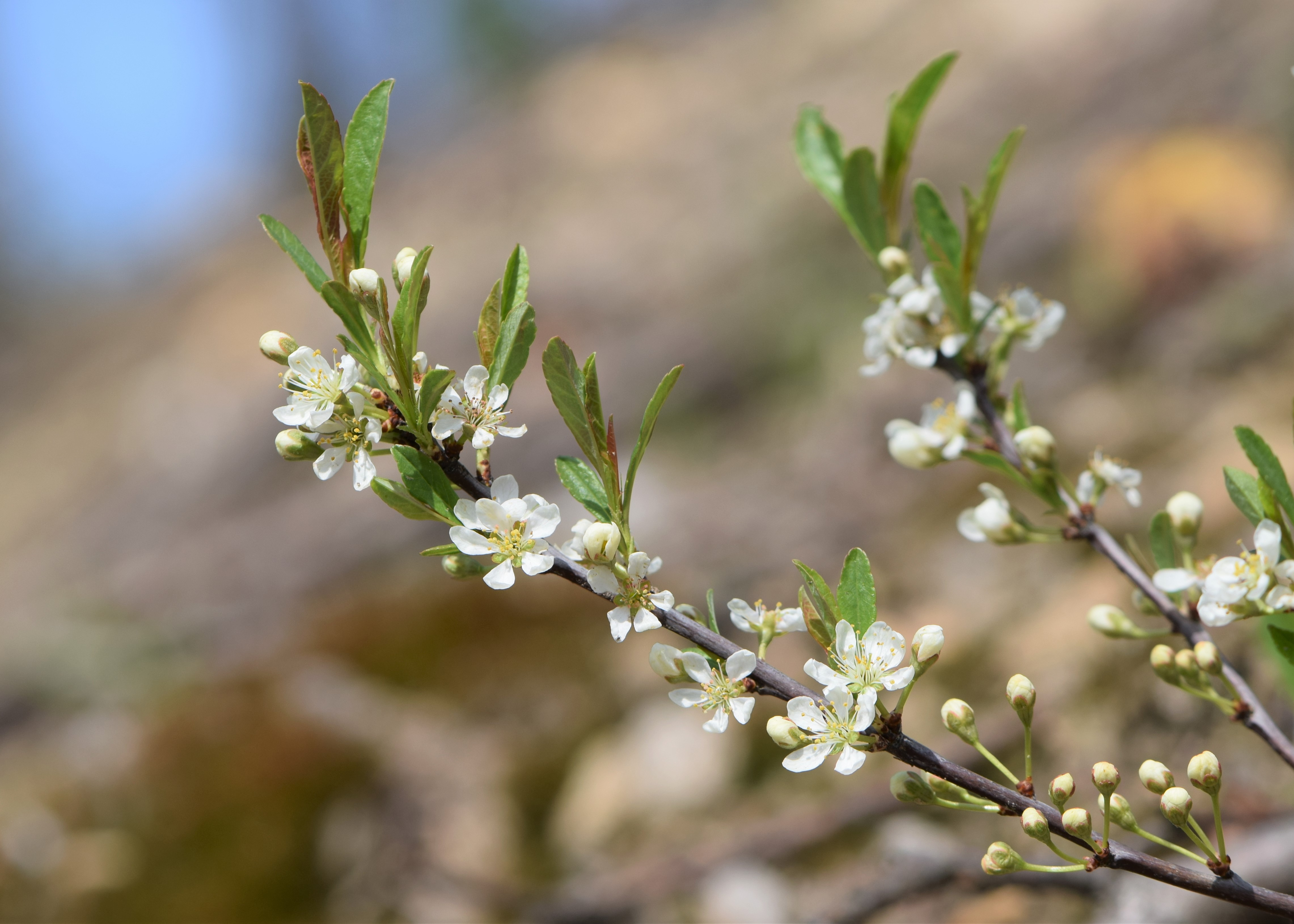
P. pumila var. depressa
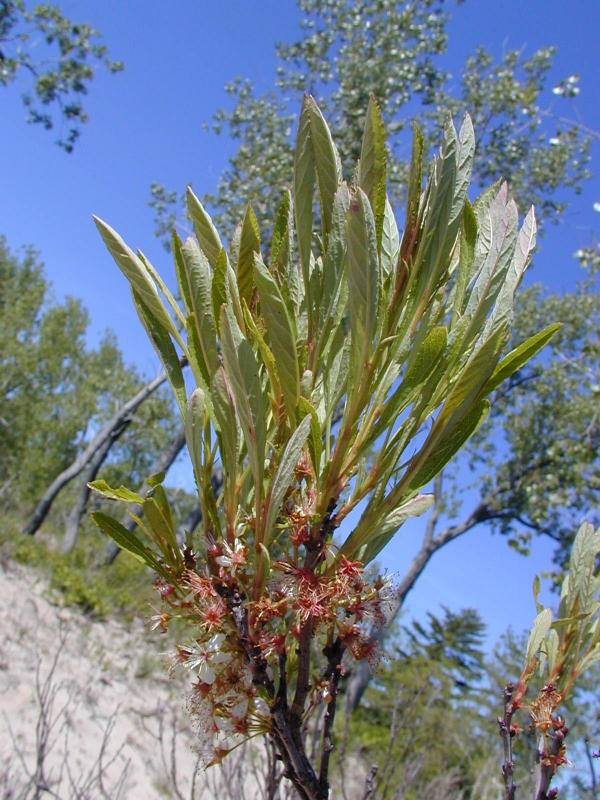
P. pumila var. pumila v červnu po odkvětu
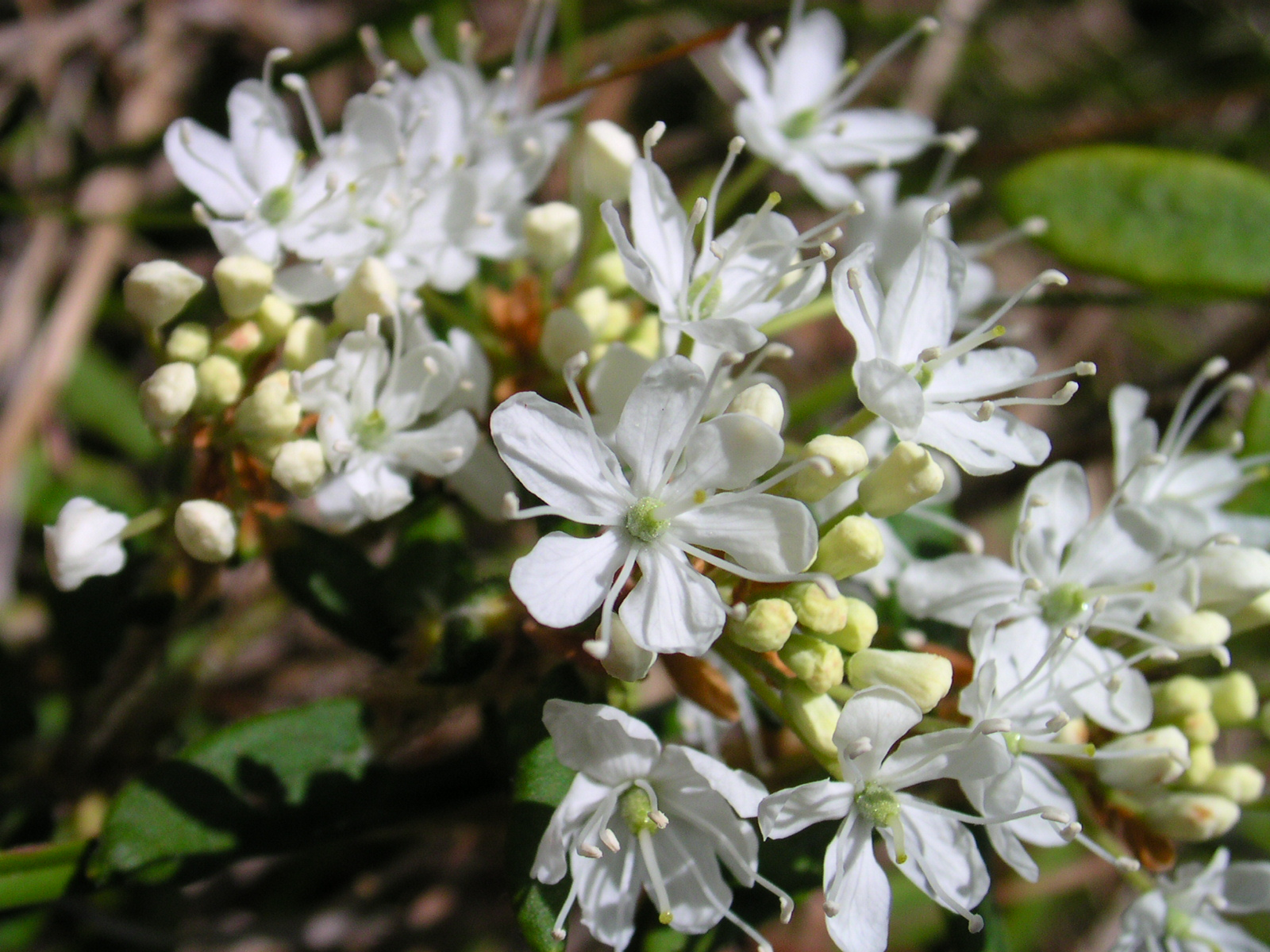
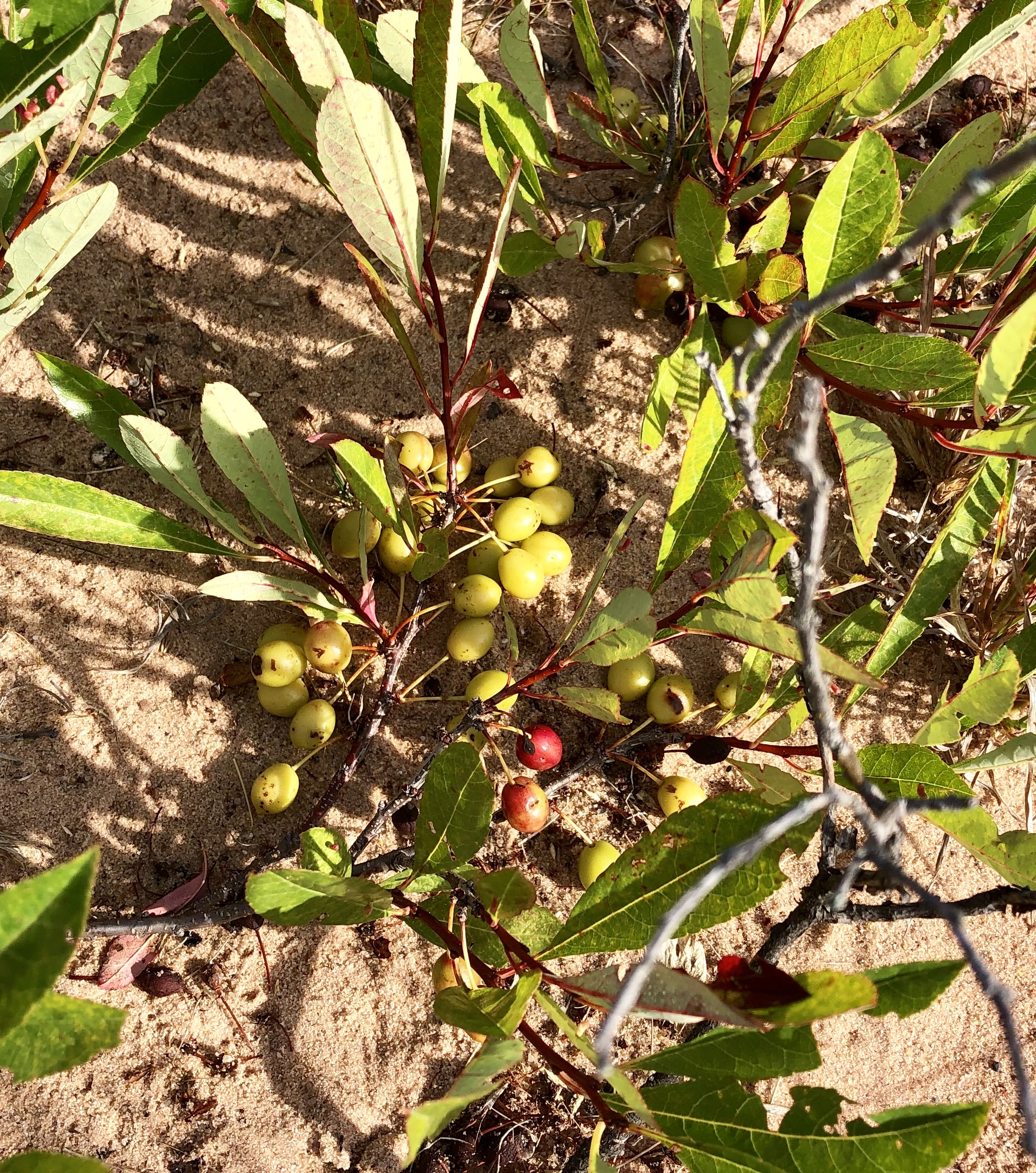
Višně, většinou nezralé
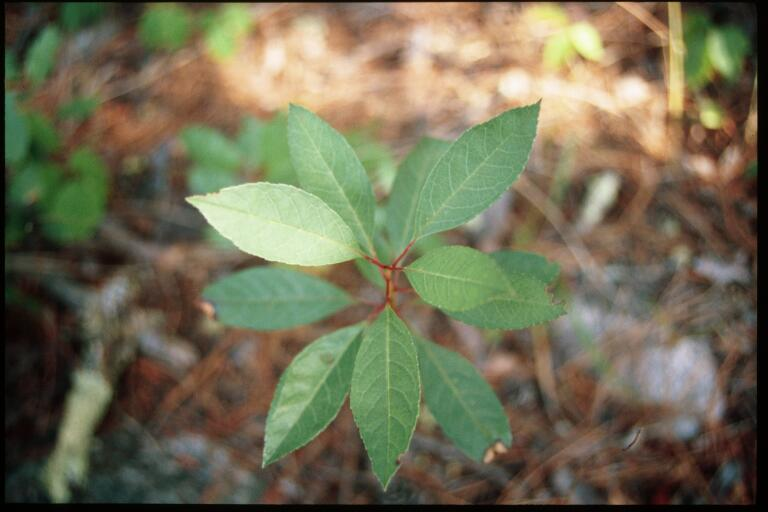
Detailní záběr listů